# Elisabet Gustafson
Elisabet Gustafson, z domu Johansson (ur. 2 maja 1964 w Umeå) – szwedzka curlerka, brązowa medalistka olimpijska z Nagano, czterokrotna mistrzyni świata i Europy.
Gustafson wygrała mistrzostwa Szwecji juniorek w 1985 i na arenie międzynarodowej zadebiutowała w mistrzostwach Europy juniorów. Szwedki awansowały do fazy finałowej, przegrywając dwa ostatnie mecze uplasowały się na 4. miejscu.
Elisabet Gustafson zdominowała kobiecy curling w Szwecji w latach 90. XX wieku i na przełomie wieków wygrywając 7 razy mistrzostwa kraju oraz tyle samo razy rozgrywki Elitserien.

## Mistrzostwa Europy
Już w swoim pierwszym występie, na Mistrzostwach Europy 1992 Gustafson zdobyła złoty medal. W fazie końcowej Szwedki pokonały Norweżki (Trine Trulsen) i Szkotki (Kirsty Hay). Ekipa z Umeå rok później zdołała obronić tytuły mistrzowskie w finale zwyciężając nad Szwajcarią (Diana Meichtry).
W 1994 mistrzostwa Szwecji wygrała Anette Norberg, Gustafson na europejską arenę powróciła w 1995 zdobywając brązowe medale, w meczu o 3. miejsce gorsze były Norweżki (Dordi Nordby). W następnej edycji turnieju Szwedki doszły do finału, jednak uległy tam Szwajcarkom (Mirjam Ott). W 1996 także znalazły się w finale, tam wynikiem 6:4 pokonując Dunki (Helena Blach Lavrsen) po raz trzeci stanęły na najwyższym stopniu podium.
Ostatni raz Gustafson zagrała w mistrzostwach Europy w roku 2000. W całym turnieju Szwecja nie przegrała żadnego meczu, w fazie play-off pokonały Andreę Schöpp z Niemiec i Norweżki pod przewodnictwem Nordby.

## Mistrzostwa świata
Podobnie jak w przypadku mistrzostw kontynentu drużyna Gustafson triumfowała w debiucie na mistrzostwach świata. Zespół z Umeå zdobył złote medale w Mistrzostwach Świata 1992 pokonując w półfinale Kanadyjki (Connie Laliberte) i w finale Amerykanki (Lisa Schoeneberg). Rok później Szwedki dotarły do fazy finałowej jednak w półfinale lepsza okazała się reprezentacja Kanady (Sandra Peterson). Ten sam rezultat ekipa Gustafson osiągnęła w 1994, tym razem przegrały mecz półfinałowy przeciwko Szkotkom (Christine Cannon).
Drugi tytuł mistrzyni świata Gustafson dla Szwecji zdobyła w kanadyjskim Brandon, w 1995. W finale drużyna zwyciężyła 6:5 gospodynie (Connie Laliberte). Rok później w Elitserien triumfowała Annette Jörnlind, Elisabet zaproponowano funkcję rezerwowej. Gustafson nie zagrała w żadnym meczu Mistrzostw Świata 1996, a reprezentacja uplasowała się na 7. miejscu.
Kolejny raz wystąpiła w 1998, zawody rozegrano tuż po pierwszym turnieju olimpijskim. Szwedki zdobyły złoty medal w finale wygrywając nad Dunkami (Helena Blach Lavrsen). Po roku Gustafson zdołała obronić tytuł mistrzowski, w półfinale pokonując Danię (Lene Bidstrup) i w finale Stany Zjednoczone (Patti Lank). Ostatni raz zagrała w MŚ 2000, z bilansem 5 wygranych i 4 porażek szwedzki zespół zajął 5. pozycję.

## Igrzyska olimpijskie
Gustafson dwukrotnie wystąpiła na zimowych igrzyskach olimpijskich. Była kapitanem reprezentacji na pierwszym kobiecym turnieju olimpijskim w curlingu w Nagano 1998. Szwedki z drugiego miejsca Round Robin awansowały do fazy play-off. W półfinale uległy Dunkom (Helena Blach Lavrsen) 5:7, zdołały jednak wywalczyć brązowe medale w meczu przeciwko Wielkiej Brytanii (Kirsty Hay, 10:6).
Po czterech latach drużyna z Umeå brała udział w turnieju olimpijskim w Salt Lake City. Z bilansem 5 wygranych i 4 porażek Szwedki doprowadziły do meczów dogrywkowych, przegrały tam jednak 4:6 z późniejszymi mistrzyniami, Brytyjkami (Rhona Martin) i zostały sklasyfikowane na 6. pozycji. Po tych zawodach Elisabet Gustafson zakończyła karierę sportową.

## Drużyna
|           | Czwarta            | Trzecia           | Druga           | Otwierająca       |
| --------- | ------------------ | ----------------- | --------------- | ----------------- |
| 1991/2002 | Elisabet Gustafson | Katarina Nyberg   | Louise Marmont  | Elisabeth Persson |
| 1984/1985 | Elisabet Gustafson | Elisabeth Persson | Katarina Nyberg | Eva-Lena Jonsson  |

## Życie prywatne
Elisabet jest żoną łyżwiarza szybkiego, wielokrotnego mistrza olimpijskiego, Tomasa Gustafsona. Z wykształcenia jest chirurgiem, ukończyła także specjalizację w chirurgii dziecięcej. Medycynę studiowała na Uniwersytecie w Umeå w 1990. W sezonie 1996/1997 była członkiem zarządu Szwedzkiej Federacji Curlingu. Jest także komentatorką najważniejszych turniejów curlingowych dla Sveriges Television.